# Пропретор
Пропрѐтор (лат.: propraetor или pro praetore) се наричат в годините към края на Римската република, наместниците на преторските провинции, избирани след преторите, завършили своята годишна служба. Пропреторът има самостоятелно командаване и висша юрисдикция в своя район. По обема на властта си по нищо не се отличавали от проконсулите, само инсигниите им били по-малко: 6 ликтора вместо 12, значително по-малка преторианска кохорта и т.н. В периода на принципата, всички императорски провинции, без Египет (виж Прокуратор), се управлявали от пропретори. Пълният им титул бил legatus Caesaris pro praetore consulari potestate, което показва и тяхната главна функция — военно командване, в противоположност на проконсулите, които управлявали мирните сенатски провинции. Тъй като в императорските провинции, интендантската част се управлява от прокуратор, то, пропреторите нямали квестори. Получавайки определено възнаграждение и опасявайки се от строги наказания, наместниците на цезаря ограничавали своите злоупотреби. Освен това, значително облекчение за провинциите било обстоятелството, че пропреторът оставал в провинции значително повече от 1 година. С течение на времето сенатските провинции преминали към управление от страна на императора и поради това изчезнали и разликите в управлението.